# El camí de la traïció
El camí de la traïció  (títol original: Betrayed) és una pel·lícula estatunidenca dirigida per Costa-Gavras i estrenada l'any 1988. Ha estat doblada al català

## Argument
Després de l'assassinat d'un presentador de ràdio antiracista a Chicago i d'altres crims racistas, on s'ha utilitzat el missatge ZOG, l'FBI sospita de la creació d'una organització d'extrema dreta entre pagesos del Midwest americà. Una jove que s'estrena a l'F.B.I, Katie Phillips/Cathy Weaver (Debra Winger), s'infiltra com segadora texana en la granja de Gary Simmons (Tom Berenger), antic combatent del Vietnam. Katie Phillips farà molt ràpidament amistat amb ell i acaba per caure enamorada, almenys fins que aquest li faci prou confiança per fer-la participar en la seva primera « caça » de negres...

## Repartiment
- Debra Winger: Katie Phillips / Cathy Weaver
- Tom Berenger: Gary Simmons
- John Heard: Michael Carnes
- John Mahoney: Shorty
- Betsy Blair: Gladys Simmons
- Ted Levine: Wes
- Jeffrey DeMunn: Bobby Flynn
- Albert Hall: Albert Hall
- David Clennon: Jack Carpenter
- Robert Swan: Dean
- Richard Libertini: Sam Kraus
- Maria Valdez: Rachel Simmons
- Brian Bosak: Joey Simmons
- Alan Wilder: Duffin

## Crítica
"Fallit intent d'unir el thriller, el melodrama i la denúncia social en un pobre film ple de bones intencions però amb un acabat d'allò més inoperant"